# أوبيد ويليام
أوبيد ويليام (بالإنجليزية: Obed Hale)‏ هو سياسي أمريكي، ولد في 1809، وتوفي في 1892. انتخب عضو جمعية ولاية ويسكونسن.